# Rössjön (Nätra socken, Ångermanland)
Rössjön är en sjö i Örnsköldsviks kommun i Ångermanland och ingår i Nätraåns huvudavrinningsområde. Sjön är 20 meter djup, har en yta på 0,569 kvadratkilometer och befinner sig 126 meter över havet. Sjön avvattnas av vattendraget Bjällstaån.

## Delavrinningsområde
Rössjön ingår i det delavrinningsområde (701345-162664) som SMHI kallar för Utloppet av Rössjön. Medelhöjden är 173 meter över havet och ytan är 6,21 kvadratkilometer. Räknas de 3 avrinningsområdena uppströms in blir den ackumulerade arean 20,37 kvadratkilometer. Bjällstaån som avvattnar avrinningsområdet har biflödesordning 2, vilket innebär att vattnet flödar genom totalt 2 vattendrag innan det når havet efter 24 kilometer. Avrinningsområdet består mestadels av skog (77 procent). Avrinningsområdet har 0,56 kvadratkilometer vattenytor vilket ger det en sjöprocent på 9,1 procent.